# Zaruma achitepa
Zaruma achitepa är en insektsart som beskrevs av Young 1977. Zaruma achitepa ingår i släktet Zaruma och familjen dvärgstritar. Inga underarter finns listade i Catalogue of Life.